# Sergio Marcos
Sergio Marcos González (ur. 3 lutego 1992 w Sacedón) – hiszpański piłkarz występujący na pozycji pomocnika w Cultural Leonesa.